# 劉瓚 (成化丙戌進士)
劉瓚（1438年—？），字庭璧，山東青州府益都縣人，明朝政治人物。進士出身。

## 生平
山東鄉試第四十五名。成化二年（1466年）丙戌科會試第二百十五名，殿試登進士第三甲第一百四十三名。

## 家族
曾祖劉子榮。祖父劉鐸。父亲劉銘。